# 126 (عدد)
126 أو مئة وستة وعشرون هو عدد صحيح طبيعي موجب يلي 125 ويسبق 127.

## في الرياضيات
- 126 عدد زوجي
- 126 يساوي {\displaystyle 2^{7}-2=13^{2}+13}
- 126 قاسم ل{\displaystyle 55^{2}-1}
- 126 عدد مختل أو ناقص أو غير زائد. لأن مجموع قواسمه باستثنائه أكبر منه
- 126 عدد سعيد
- 126 عدد مضلعي فهو يشكر معشر غير ممركز ترتيبه 6 و مضلع عدد أضلاعه 43 وترتيبه 3 و مضلع عدد أضلاعه 126 و ترتيبه 2
- العددان 126 و 125 زوجا روث ايرون. لأنهما متتاليان ومجموع القواسم الأولية لاحدها تساوي مجموع القواسم الأولية للآخر.

125 : 1 + 5 = 6 , 126 : 1 + 2 + 3 = 6